# Vasser Sullivan Racing
Vasser Sullivan  Racing est une écurie de sport automobile américaine. Fondée en 2010 par James "Sulli" Sullivan sous le nom de SH Racing, elle débute en motocross. En 2011, l'équipe s'associe à KV Racing Technology pour former KVSH Racing. Après une pause de deux ans due à la disparition de KV Racing Technology, Sullivan et l'ancien copropriétaire de KV, Jimmy Vasser, annoncent la création de Vasser Sullivan. L'équipe a participé à plusieurs championnats, comme les Red Bull Global Rallycross Series sous la bannière SH Rallycross/DRR, l'IndyCar Series en tant que co-participant avec KV puis avec Dale Coyne Racing ou encore le championnat IMSA SportsCar, d'abord en partenariat avec Aim Autosport sous le nom d'Aim Vasser Sullivan, avant de s'engager de manière indépendante.

## SH Rallycross
SH Racing participe au Global Rallycross. Avec Scott Speed au volant, l'équipe a pris part aux X Games de Los Angeles en 2013 en collaboration avec Dreyer & Reinbold Racing.
SH Rallycross/DRR a été fondée en 2014 sous le nom de SH Rallycross pour participer au Red Bull Global Rallycross Series. L'équipe a décroché sa première médaille de bronze et son premier podium lors de son troisième événement aux X Games 2014 à Austin, au Texas.
En 2016, l'équipe a engagé une Ford Fiesta ST en compétition avec Jeff Ward à bord. Au total, SH Rallycross/DRR a pris le départ de 33 courses du Red Bull Global Rallycross, remportant 17 manches qualificatives, atteignant huit podiums en finale et décrochant une victoire en finale. L'équipe a terminé quatrième du championnat en 2014 et 2015, réalisant sa meilleure saison en 2015 avec quatre podiums en finale, dont une victoire à Washington DC.

## KVSH Racing
KVSH Racing, fondée en 2011 par Kevin Kalkhoven, Jimmy Vasser et Sullivan, a remporté l’Indy 500 en 2013 avec Tony Kanaan. L’équipe a aligné Sébastien Bourdais, seul pilote à avoir remporté quatre titres IndyCar consécutifs (2004-2007). Il a terminé 10ᵉ du championnat en 2014 et 2015, puis 14ᵉ en 2016, avec une victoire à Detroit.

## IMSA
Vasser Sullivan Racing a annoncé en octobre 2018 un partenariat avec AIM Autosport et Lexus pour créer l'équipe AIM Vasser Sullivan qui a fait ses débuts en compétition IMSA lors des 24 Heures de Daytona 2019 à bord d'une Lexus RC F GT3. L'équipe a décroché sa première victoire lors de la troisième course de la saison 2019 grâce à Jack Hawksworth et Richard Heistand, qui ont terminé en tête de la catégorie GTD à Mid-Ohio. Au fil des trois saisons de collaboration, le partenariat a permis de nombreux podiums et victoires. Cependant, fin 2020, Vasser Sullivan a annoncé sa séparation d'AIM Autosport afin de créer une nouvelle base d’opérations en Caroline du Nord. L’équipe a alors été rebaptisée Vasser Sullivan Racing pour le début de la saison 2021 et est depuis basée à Charlotte.
Greg Cates, un manager expérimenté ayant travaillé avec plusieurs équipes de sport automobile, notamment Joest Racing et 3GT Racing, a été recruté en 2020. L’équipe s’est ensuite renforcée avec des ingénieurs, des mécaniciens et du personnel technique issus de formations reconnues en IMSA, IndyCar et NASCAR.
Geoff Fickling a été nommé ingénieur de course pour la Lexus RC F GT3 n°14, apportant son expérience des voitures de sport et des monoplaces. Chris Andrews a, quant à lui, été désigné ingénieur de course pour la Lexus RC F GT3 n°12, fort d'un parcours allant des voitures de sport jusqu'à la NASCAR. L'ancien mécanicien Porsche et manager des stands, Travis Morgan, a pris le poste de chef mécanicien sur la n°14, tandis que le vétéran de la NASCAR, Jesse Goldin, a été nommé chef mécanicien de la n°12.
Avant la saison 2022, Vasser Sullivan a recruté Ben Barnicoat pour rejoindre Jack Hawksworth sur la Lexus RC F GT3 n°14 en GTD Pro, dans le championnat IMSA. Avec l'ajout de Barnicoat au volant de la Lexus No. 14, Aaron Telitz a été transféré à la Lexus RC F GT3 No. 12, où il fait équipe avec Frankie Montecalvo. Richard Heistand et Townsend Bell reviennent pour rejoindre la Lexus n° 12 lors du Rolex 24 à Daytona, tandis que Kyle Kirkwood rejoint l’équipe n° 14 pour cette même course ainsi que pour les autres épreuves d'endurance de la saison.
Hawksworth et Barnicoat ont même pris un appartement ensemble à Huntersville, en Caroline du Nord, près de l'atelier Vasser Sullivan et des installations de Lexus Racing.
Vasser Sullivan Racing a remporté le championnat IMSA GTD Pro avec la Lexus RC F GT3 No. 14 lors de la saison 2023 et a conservé Jack Hawksworth et Ben Barnicoat en tant que pilotes pour toute la saison 2024. Vasser Sullivan Racing a également terminé à la troisième place du championnat IMSA GTD, mais a choisi de faire entrer Parker Thompson en tant que pilote à temps plein aux côtés de Frankie Montecalvo pour la saison 2024. Aaron Telitz fait son retour dans un rôle de pilote d'endurance.

## Résultats

### Résultats en IMSA WeatherTech SportsCar  - No. 12 Lexus RC F GT3
(Les courses en gras indiquent une pole position) (Les courses en Italiques indiquent un meilleur tour)
| Saison | Nom de l'Ecurie        | Catégorie | Voiture        | Moteur        | 1      | 2     | 3     | 4      | 5      | 6     | 7      | 8     | 9      | 10     | 11     | 12     | Classement | Points |
| ------ | ---------------------- | --------- | -------------- | ------------- | ------ | ----- | ----- | ------ | ------ | ----- | ------ | ----- | ------ | ------ | ------ | ------ | ---------- | ------ |
| 2019   | AIM Vasser Sullivan    | GTD       | Lexus RC F GT3 | Lexus 5.4L V8 | DAY 2  | SEB 9 | MDO 5 | DET 3  | WGL 9  | MOS 3 | LIM 13 | ELK 9 | VIR 7  | LGA 11 | PET 11 |        | 8e         | 236    |
| 2020   | AIM Vasser Sullivan    | GTD       | Lexus RC F GT3 | Lexus 5.4L V8 | DAY 12 | DAY 2 | SEB 5 | ELK 1  | VIR 10 | ATL 5 | MDO 10 | CLT   | PET 8  | LGA 8  | SEB 9  |        | 13e        | 223    |
| 2021   | Vasser Sullivan Racing | GTD       | Lexus RC F GT3 | Lexus 5.4L V8 | DAY 13 | SEB 6 | MDO 2 | DET 5  | WGL 11 | WGL 2 | LIM 10 | ELK 6 | LGA 10 | LBH 13 | VIR 13 | PET 3  | 8e         | 2538   |
| 2022   | Vasser Sullivan Racing | GTD       | Lexus RC F GT3 | Lexus 5.4L V8 | DAY 15 | SEB 7 | LBH 3 | LGA 8  | MDO 3  | DET 4 | WGL 16 | MOS 6 | LIM 8  | ELK 3  | VIR 4  | PET 13 | 8e         | 2602   |
| 2023   | Vasser Sullivan Racing | GTD       | Lexus RC F GT3 | Lexus 5.4L V8 | DAY 5  | SEB 5 | LBH 3 | LGA 12 | WGL 1  | MOS 6 | LIM 12 | ELK 5 | VIR 5  | IMS 14 | PET 12 |        | 3e         | 2927   |
| 2024   | Vasser Sullivan Racing | GTD       | Lexus RC F GT3 | Lexus 5.4L V8 | DAY    | SEB   | LBH   | LGA    | WGL    | MOS   | ELK    | VIR   | IMS    | ATL    |        |        | 6e         | 2334   |
| 2025   | Vasser Sullivan Racing | GTD       | Lexus RC F GT3 | Lexus 5.4L V8 |        |       |       |        |        |       |        |       |        |        |        |        |            |        |

### Résultats en IMSA WeatherTech SportsCar - No. 14 Lexus RC F GT3
(Les courses en gras indiquent une pole position) (Les courses en Italiques indiquent un meilleur tour)
| Saison | Nom de l'Ecurie        | Catégorie | Voiture        | Moteur        | 1      | 2      | 3      | 4      | 5     | 6      | 7     | 8     | 9      | 10     | 11     | 12     | Classement | Points |
| ------ | ---------------------- | --------- | -------------- | ------------- | ------ | ------ | ------ | ------ | ----- | ------ | ----- | ----- | ------ | ------ | ------ | ------ | ---------- | ------ |
| 2019   | AIM Vasser Sullivan    | GTD       | Lexus RC F GT3 | Lexus 5.4L V8 | DAY 5  | SEB 15 | MDO 1  | DET 1† | WGL 5 | MOS 12 | LIM 6 | ELK 4 | VIR 13 | LGA 9  | PET 9  |        | 6e         | 237    |
| 2020   | AIM Vasser Sullivan    | GTD       | Lexus RC F GT3 | Lexus 5.4L V8 | DAY 9  | DAY 1  | SEB 1† | ELK 3  | VIR 4 | ATL 10 | MDO 1 | CLT 8 | PET 2  | LGA 11 | SEB 12 |        | 4e         | 265    |
| 2021   | Vasser Sullivan Racing | GTD       | Lexus RC F GT3 | Lexus 5.4L V8 | DAY 16 | SEB 7  | MDO 13 | DET 4† | WGL 6 | WGL 1† | LIM 3 | ELK 5 | LGA 6  | LBH 4  | VIR 3  | PET 15 | 7e         | 2640   |
| 2022   | Vasser Sullivan Racing | GTD Pro   | Lexus RC F GT3 | Lexus 5.4L V8 | DAY 4  | SEB 7  | LBH 2  | LGA 2  | WGL 4 | MOS 5  | LIM 3 | ELK 1 | VIR 3  | PET 1  |        |        | 2e         | 3277   |
| 2023   | Vasser Sullivan Racing | GTD Pro   | Lexus RC F GT3 | Lexus 5.4L V8 | DAY 3  | SEB 2  | LBH 1  | LGA 2  | WGL 1 | MOS 4  | LIM 2 | ELK 2 | VIR 2  | IMS 3  | PET 8  |        | 1er        | 3760   |
| 2024   | Vasser Sullivan Racing | GTD Pro   | Lexus RC F GT3 | Lexus 5.4L V8 | DAY 11 | SEB 1  | LGA 4  | DET2   | WGL4  | MOS9   | ELK9  | VIR6  | IMS 4  | ATL13  |        |        | 5e         | 2859   |
| 2025   | Vasser Sullivan Racing | GTD Pro   | Lexus RC F GT3 | Lexus 5.4L V8 |        |        |        |        |       |        |       |       |        |        |        |        |            |        |

### Résultats en IMSA WeatherTech SportsCar - No. 17 Lexus RC F GT3
| Saison | Nom de l'Ecurie        | Catégorie | Voiture        | Moteur         | 1 | 2 | 3 | 4 | 5     | 6     | 7 | 8 | 9 | 10 | 11 | 12 | Classement | Points |
| ------ | ---------------------- | --------- | -------------- | -------------- | - | - | - | - | ----- | ----- | - | - | - | -- | -- | -- | ---------- | ------ |
| 2022   | Vasser Sullivan Racing | GTD       | Lexus RC F GT3 | Lexus 5.4 L V8 |   |   |   |   | MDO 7 | DET 1 |   |   |   |    |    |    | 18th       | 649    |

### Résultats en IndyCar Series
| Saison                                 | Chassis       | Moteur                | Pilotes            | No.       | 1         | 2         | 3         | 4         | 5         | 6         | 7         | 8         | 9         | 10        | 11        | 12        | 13        | 14        | 15        | 16        | 17        | 18        | 19        | Pos.      | Pts.      |
| SH Racing                              | SH Racing     | SH Racing             | SH Racing          | SH Racing | SH Racing | SH Racing | SH Racing | SH Racing | SH Racing | SH Racing | SH Racing | SH Racing | SH Racing | SH Racing | SH Racing | SH Racing | SH Racing | SH Racing | SH Racing | SH Racing | SH Racing | SH Racing | SH Racing | SH Racing | SH Racing |
| -------------------------------------- | ------------- | --------------------- | ------------------ | --------- | --------- | --------- | --------- | --------- | --------- | --------- | --------- | --------- | --------- | --------- | --------- | --------- | --------- | --------- | --------- | --------- | --------- | --------- | --------- | --------- | --------- |
| 2011                                   |               |                       |                    |           | STP       | ALA       | LBH       | SAO       | INDY      | TXS       | TXS       | MIL       | IOW       | TOR       | EDM       | MDO       | NHA       | SNM       | BAL       | MOT       | KTY       | LSV       |           |           |           |
| 2011                                   | Dallara IR-05 | Honda HI7R V8         | Tomas Scheckter    | 07        |           |           |           |           | 8         |           |           |           |           |           |           |           | 23        |           | 22        |           |           | C         |           | 32e       | 52        |
| KV Racing & SH Racing                  |               |                       |                    |           |           |           |           |           |           |           |           |           |           |           |           |           |           |           |           |           |           |           |           |           |           |
| 2012                                   |               |                       |                    |           | STP       | ALA       | LBH       | SAO       | INDY      | DET       | TXS       | MIL       | IOW       | TOR       | EDM       | MDO       | SNM       | BAL       | FON       |           |           |           |           |           |           |
| 2012                                   | Dallara DW12  | Chevrolet IndyCar V6t | Tony Kanaan        | 11        | 25        | 21        | 4         | 13        | 3         | 6         | 11        | 2         | 3         | 4         | 18        | 6         | 10        | 20        | 18        |           |           |           |           | 9e        | 351       |
| 2013                                   |               |                       |                    |           | STP       | ALA       | LBH       | SAO       | INDY      | DET       | DET       | TXS       | MIL       | IOW       | POC       | TOR       | TOR       | MDO       | SNM       | BAL       | HOU       | HOU       | FON       |           |           |
| 2013                                   | Dallara DW12  | Chevrolet IndyCar V6t | Tony Kanaan        | 11        | 4         | 13        | 20        | 21        | 1         | 13        | 12        | 3         | 10        | 3         | 13        | 5         | 24        | 24        | 13        | 15        | 21        | 24        | 3         | 11e       | 397       |
| KVSH Racing                            |               |                       |                    |           |           |           |           |           |           |           |           |           |           |           |           |           |           |           |           |           |           |           |           |           |           |
| 2014                                   |               |                       |                    |           | STP       | LBH       | ALA       | IMS       | INDY      | DET       | DET       | TXS       | HOU       | HOU       | POC       | IOW       | TOR       | TOR       | MDO       | MIL       | SNM       | FON       |           |           |           |
| 2014                                   | Dallara DW12  | Chevrolet IndyCar V6t | Sébastien Bourdais | 11        | 13        | 14        | 15        | 4         | 7         | 13        | 20        | 20        | 4         | 5         | 16        | 19        | 1*        | 9         | 2         | 12        | 11        | 18        |           | 10e       | 461       |
| 2015                                   |               |                       |                    |           | STP       | NOL       | LBH       | ALA       | IMS       | INDY      | DET       | DET       | TXS       | TOR       | FON       | MIL       | IOW       | MDO       | POC       | SNM       |           |           |           |           |           |
| 2015                                   | Dallara DW12  | Chevrolet IndyCar V6t | Sébastien Bourdais | 11        | 6         | 21        | 6         | 8         | 4         | 11        | 14        | 1         | 14        | 5         | 14        | 1*        | 9         | 17        | 23        | 20        |           |           |           | 10e       | 406       |
| 2016                                   |               |                       |                    |           | STP       | PHX       | LBH       | ALA       | IMS       | INDY      | DET       | DET       | ROA       | IOW       | TOR       | MDO       | POC       | TXS       | WGL       | SNM       |           |           |           |           |           |
| 2016                                   | Dallara DW12  | Chevrolet IndyCar V6t | Sébastien Bourdais | 11        | 21        | 8         | 9         | 16        | 24        | 9         | 1         | 8         | 18        | 8         | 7         | 20        | 5         | 10        | 5         | 10        |           |           |           | 14e       | 404       |
| 2016                                   | Dallara DW12  | Chevrolet IndyCar V6t | Stefan Wilson      | 25        |           |           |           |           |           | 28        |           |           |           |           |           |           |           |           |           |           |           |           |           | 34e       | 14        |
| Dale Coyne Racing avec Vasser-Sullivan |               |                       |                    |           |           |           |           |           |           |           |           |           |           |           |           |           |           |           |           |           |           |           |           |           |           |
| 2018                                   |               |                       |                    |           | STP       | PHX       | LBH       | ALA       | IMS       | INDY      | DET       | DET       | TXS       | ROA       | IOW       | TOR       | MDO       | POC       | GAT       | POR       | SNM       |           |           |           |           |
| 2018                                   | Dallara DW12  | Honda HI18TT V6t      | Sébastien Bourdais | 18        | 1         | 13        | 13        | 5         | 4         | 28        | 13        | 21        | 8         | 13        | 11        | 19        | 6         | 4         | 21        | 3         | 6         |           |           | 7e        | 425       |
| 2019                                   |               |                       |                    |           | STP       | COA       | ALA       | LBH       | IMS       | INDY      | DET       | DET       | TXS       | ROA       | TOR       | IOW       | MDO       | POC       | GAT       | POR       | LAG       |           |           |           |           |
| 2019                                   | Dallara DW12  | Honda HI19TT V6t      | Sébastien Bourdais | 18        | 24        | 5         | 3         | 11        | 11        | 30        | 11        | 9         | 8         | 12        | 8         | 9         | 11        | 7         | 19        | 9         | 7         |           |           | 11e       | 387       |
| 2020                                   |               |                       |                    |           | TXS       | IMS       | ROA       | ROA       | IOW       | IOW       | INDY      | GAT       | GAT       | MDO       | MDO       | IMS       | IMS       | STP       |           |           |           |           |           |           |           |
| 2020                                   | Dallara DW12  | Honda HI20TT V6t      | Santino Ferrucci   | 18        | 21        | 9         | 6         | 6         | 13        | 18        | 4         | 16        | 10        | 14        | 14        | 15        | 12        | 23        |           |           |           |           |           | 13e       | 290       |
| 2021                                   |               |                       |                    |           | ALA       | STP       | TXS       | TXS       | IMS       | INDY      | DET       | DET       | ROA       | MDO       | NSH       | IMS       | GAT       | POR       | LAG       | LBH       |           |           |           |           |           |
| 2021                                   | Dallara DW12  | Honda HI21TT V6t      | Ed Jones           | 18        | 15        | 20        | 12        | 22        | 14        | 28        | 9         | 17        | 23        | 26        | 6         | 14        | 24        | 11        | 10        | 12        |           |           |           | 19e       | 233       |